# Luis F Rull
Luis Felipe Rull Fernández, más conocido como Luis F. Rull (Almería, 7 de julio de 1949, Sevilla, 14 de febrero de 2022) fue un profesor e investigador español especializado en física teórica del departamento de física atómica, molecular y nuclear de la Universidad de Sevilla.

## Formación
Nacido en Almería, se trasladó a Sevilla para cursar la educación secundaria. En 1971, obtuvo su licenciatura en Ciencias, sección Física, por la Universidad de Sevilla, y en 1976 completó su doctorado bajo la dirección de Juan de la Rubia Pacheco. Durante este período, comenzó su carrera en el campo de las simulaciones por ordenador aplicadas a la Mecánica Estadística de líquidos.
Entre 1981 y 1982 realizó una estancia postdoctoral en la Universidad de Copenhague, Dinamarca, donde colaboró con Soren Toxvaerd. Posteriormente, realizó estancias cortas en el grupo de Keith E. Gubbins en la Universidad de Cornell, EE. UU., entre 1986 y 1988. 
Profesor Adjunto Numerario desde 1979, en 1983 pasó a ser Profesor Titular de Universidad en la Universidad de Sevilla. En 1995 tomó posesión como catedrático de universidad en el área de Física Teórica del departamento de FAMN de la Universidad de Sevilla. 
Tras su jubilación, en 2019, fue nombrado profesor emérito por la Universidad de Sevilla, posición que disfrutó hasta su fallecimiento en 2022.

## Carrera Profesional
Junto al profesor José Luis Fernández Abascal, Luis F. Rull fue pionero en la Simulación por Ordenador aplicada a la Mecánica Estadística en España. Contribuyó significativamente al estudio de las propiedades termodinámicas, el transporte y los diagramas de fases de líquidos simples y complejos, especialmente cristales líquidos. Su entusiasmo inspiró a numerosos investigadores, como José Manuel Romero Enrique y Erich Müller, proporcionando medios y apoyo para su desarrollo científico.
Desarrolló su labor docente en las titulaciones de Física y Matemáticas de la Universidad de Sevilla, actividad que continuó ejerciendo hasta sus últimos días, complementándola con importantes funciones de gestión. Fue Decano de la Facultad de Física entre 1984 y 1989, miembro del Claustro Universitario desde 1985 hasta el año 2000, y formó parte del Consejo Social de la Universidad de Sevilla entre 1986 y 1989.
Destacó por su compromiso con el progreso de la investigación científica en España. A lo largo de su carrera, participó en numerosos paneles de expertos y comités de evaluación científica, además de asesorar a grupos de todo el espectro político en asuntos relacionados con la Universidad y la Ciencia.

### Contribuciones científicas
Gran parte de su trabajose centró en los cristales líquidos, utilizando el modelo Gay-Berne, una versión anisotrópica del potencial Lennard-Jones. Junto con Enrique de Miguel y Keith Gubbins, caracterizó el diagrama de fases del fluido Gay-Berne mediante simulaciones, explorando cómo los parámetros del potencial influyen en sus propiedades. También investigó el impacto de dipolos eléctricos permanentes en estos diagramas junto a Mohammed Houssa.
Luis introdujo en España el método Monte Carlo en Ensamble de Gibbs, desarrollado por Thanos Panagiotopoulos, y aplicó este enfoque al modelo de potencial de Kihara, estableciendo una fructífera colaboración con Santiago Lago y su equipo en la Universidad Pablo de Olavide. Además, estudió fenómenos interfaciales como el anclaje, la nematización superficial y la humectación, tanto con simulaciones como mediante teoría funcional de densidad (DFT), en colaboración con colegas de diversas instituciones.

#### Fenómenos interfaciales y teoría funcional de densidad
Además de las simulaciones, Luis F. Rull contribuyó al entendimiento teórico de fenómenos interfaciales en cristales líquidos. Trabajó junto a sus antiguos estudiantes, como Elvira Martín del Río, y otros investigadores internacionales, aplicando teoría funcional de densidad (DFT) para estudiar interfaces nemático-vapor, así como transiciones de humectación y anclaje en superficies sólidas. Estas investigaciones, realizadas con colaboradores de instituciones como la Universidad Autónoma de Madrid y el CSIC, ampliaron la comprensión de los fenómenos interfaciales en sistemas complejos.

### Últimos años: nuevos enfoques y proyectos
En sus últimos años, Luis se interesó por la formación de gotas nemáticas y puentes capilares, investigando cómo la interacción entre la forma de estas estructuras y el ordenamiento nemático genera defectos topológicos. Estaba trabajando en un artículo junto a José Manuel Romero Enrique sobre transiciones de textura en puentes nemáticos cuando falleció. Aunque las normas editoriales no permitieron incluirlo como coautor, esta publicación puede considerarse su última contribución científica.
Además, en sus últimos años, se interesó por el uso de técnicas de Física Estadística en áreas aplicadas, como el estudio de accidentes cardiovasculares en pacientes de ictus en Andalucía, utilizando datos del Servicio Andaluz de Salud.

### Contribuciones más allá de los cristales líquidos
Luis también realizó aportaciones destacadas en otras áreas de la Física Estadística, como el estudio de fluidos confinados y sistemas iónicos. Un ejemplo notable es su trabajo sobre la separación de fases en fluidos iónicos, donde mostró que el emparejamiento de iones impulsaba esta transición, desafiando teorías anteriores. Sus estudios sobre líquidos iónicos, desarrollados en colaboración con investigadores de la Universidad de Almería y Princeton, han tenido un impacto significativo en la comunidad científica.

## Méritos y membresías
En 1994, codirigió la NATO-ASI y la Enrico Fermi Summer School titulada “Observations and Predictions of Phase Transitions in Complex Fluids”, celebrada en Varenna (Italia). Ese mismo año, también coorganizó la VI Reunión de Física Estadística FisEs’94 en Sevilla.
Formó parte del consejo directivo de la Sección de Líquidos de la Sociedad Europea de Física entre 1996 y 2000. Además, fue miembro del equipo editorial de las revistas Molecular Physics y Molecular Simulation. 
Fue miembro del Consejo de Ciencia y Tecnología de la Comunidad de Madrid y, entre el 2001 y el 2003, presidente de la Asociación para el Avance de la Ciencia y la Tecnología en España (AACTE).
Además fue miembro de la Junta de Gobierno de la Real Sociedad Española de Física (RSEF) entre los años 2013 y 2017, y presidente de la Sección Local de la RSEF en Sevilla entre 2017 y 2019. 
Fue parte del Consejo Editorial de El Mundo en Andalucía.

## Política y activismo
Militó en el Partido Comunista de España hasta 1982, por sus discrepancias con el secretario general Santiago Carrillo. Fue miembro de Izquierda Unida hasta mayo de 2004, en el que abandonó la formación política por su apoyo a la negociación con ETA y formó parte de una plataforma denominada "Andaluces por el Cambio", comandada por Javier Arenas y que buscaba la defensa de los derechos de los andaluces.
Luis F. Rull también tuvo un profundo interés por la política universitaria, un ámbito en el que expresó opiniones críticas y constructivas. Siempre señaló los problemas estructurales de la universidad española, a la que acusaba de ser demasiado endogámica, rutinaria y poco favorable para la investigación.
Cuando se estaba formando el primer gobierno andaluz entre el PP y Ciudadanos, el consejero de Transformación Económica, Industria, Conocimiento y Universidades, Rogelio Velasco, contactó con Luis para ofrecerle el cargo de secretario de Investigación y Universidades. Sin embargo, por razones que nunca se explicaron con claridad, esta propuesta fue retirada en el último momento. Este episodio fue uno de los últimos desengaños del catedrático.

## Vida
Su abuelo fue conserje de Correos y Telégrafos, perseguido por las milicias republicanas al comienzo de la guerra civil.Su padre fue funcionario del Servicio Nacional del Trigo. Su esposa fue la catedrática María Asunción Muñoz.